# Episodi di Six Feet Under (seconda stagione)
La seconda stagione della serie televisiva Six Feet Under è stata trasmessa per la prima volta negli Stati Uniti il 3 marzo 2002 e si è conclusa il 2 giugno 2002 sulla HBO, mentre in Italia è stata trasmessa in prima visione su Italia 1 dal 3 giugno al 6 luglio 2004. Per ogni episodio vengono riportati regista e autore, oltre alla morte presente nell'episodio (con date di nascita, di morte e causa), caratteristica peculiare della serie.
| nº | Titolo originale                         | Titolo italiano           | Prima TV USA   | Prima TV Italia |
| -- | ---------------------------------------- | ------------------------- | -------------- | --------------- |
| 1  | In the Game                              | Il gioco della vita       | 3 marzo 2002   | 3 giugno 2004   |
| 2  | Out, Out Brief Candle                    | L'altra faccia del nemico | 10 marzo 2002  | 9 giugno 2004   |
| 3  | The Plan                                 | La sensitiva              | 17 marzo 2002  | 10 giugno 2004  |
| 4  | Driving Mr. Mossback                     | Lisa                      | 24 marzo 2002  | 14 giugno 2004  |
| 5  | The Invisible Woman                      | La donna invisibile       | 1º aprile 2002 | 15 giugno 2004  |
| 6  | In Place of Anger                        | Sorelle                   | 8 aprile 2002  | 16 giugno 2004  |
| 7  | Back to the Garden                       | Weekend al canyon         | 15 aprile 2002 | 17 giugno 2004  |
| 8  | It's the Most Wonderful Time in the Year | Ricordi di Natale         | 21 aprile 2002 | 21 giugno 2004  |
| 9  | Someone Else's Eyes                      | Con gli occhi di un altro | 28 aprile 2002 | 22 giugno 2004  |
| 10 | The Secret                               | Segreti                   | 5 maggio 2002  | 23 giugno 2004  |
| 11 | The Liar and the Whore                   | Bugie e pretesti          | 12 maggio 2002 | 24 giugno 2004  |
| 12 | I'll Take You                            | La verità nascosta        | 19 maggio 2002 | 27 giugno 2004  |
| 13 | The Last Time                            | L'ultimo saluto           | 2 giugno 2002  | 6 luglio 2004   |

## Il gioco della vita
- Titolo originale: In the Game
- Diretto da: Rodrigo García
- Scritto da: Alan Ball
- Morte di: Rebecca Leah Milford (1980-2001 - overdose di cocaina)

### Trama
Rebecca Leah Milford, giovane attrice, durante la prima del suo ultimo film assume parecchie dosi di cocaina, finendo per avere una overdose nei bagni. La cognata di Federico porta l'incarico dai Fisher. Inizialmente molto indeciso, il compagno della vittima decide per una cremazione del corpo e che le ceneri vengano raccolte in varie collanine. Subito dopo il funerale, Claire sorprende parte degli invitati a sniffare le ceneri della defunta ragazza.
Nate continua le indagini per scoprire il suo problema al cervello. David scopre di aver contratto malattie veneree tramite i suoi incontri promiscui, mentre la sua relazione con Keith non va oltre la semplice amicizia, complice soprattutto la presenza del fidanzato del poliziotto. Ruth prepara una cena per presentare Nikolai alla famiglia alla quale presenziano anche Brenda e Gabriel. Nate assume un'aspirina per alleviare il dolore alla testa, ma nel flaconcino erano presenti ancora alcune pasticche di exctasy nascoste da David e il fatto fa prendere alla cena di Ruth una piega imbarazzante. Brenda, per distrarsi dal pensiero di suo fratello, ricomincia a lavorare. Nate, ancora sotto effetto della droga, ha delle visioni che lo fanno riflettere sulla vita e sulla morte. David informa il fratello di aver passato l'esame di impresario funebre, ma questi non ne sembra molto contento.

## L'altra faccia del nemico
- Titolo originale: Out, Out Brief Candle
- Diretto da: Kathy Bates
- Scritto da: Christian Williams
- Morte di: Joshua Peter Langmead (1981-2001 - colpo di calore durante un allenamento di football)

### Trama
Joshua Peter Langmead, giovane studente con una brillante carriera nel football, muore stroncato da un colpo di calore durante un allenamento. I genitori decidono di seppellirlo vestendolo con il suo completo da football.
Gilardi viene licenziato dalla Khroener in quanto non è riuscito ad acquistare l'impresa dei Fisher. Al suo posto entra in gioco Mizzy, una delle direttrici della società. Federico e Vanessa trovano una casa da acquistare. Il ragazzo chiede un prestito ai datori di lavoro, i quali prendono tempo. I Fisher decidono di fare degli investimenti per sistemare la seconda camera ardente e comprare un lussuoso espositore a muro per i cofani. Federico rimane deluso della scelta dei fratelli di preferire un investimento nell'impresa invece di aiutarlo. Brenda invita a cena Trevor, il suo vecchio ragazzo, e la sua famiglia per confrontarsi con il suo passato. Nate ha delle visioni del defunto che lo fanno riflettere sulla morte. Ruth accompagna Robbie a un suo esame speciale a un corso motivazionale. Claire scopre che Gabriel ha rubato in casa sua dei prodotti chimici per creare delle droghe e decide di lasciarlo. Inoltre, la polizia ha divulgato il video di sorveglianza della rapina da lui effettuata poco tempo prima. Federico, ormai convinto di aver perso la casa, scopre che la moglie ha presentato una caparra facendosi prestare dei soldi dalla sorella e si infuria. Beffardamente, i Fisher scoprono che i lavori di restauro sono stati interamente regalati da Mizzy, la quale ha acquistato la società a cui gli stessi avevano richiesto i lavori ed a cui avrebbero ordinato le bare. Nate confida a David la sua malattia al cervello, la malformazione artero-venosa o MAV.

## La sensitiva
- Titolo originale: The Plan
- Diretto da: Rose Troche
- Scritto da: Kate Robin
- Morte di: Michael John Piper (1952-2001 - cancro)

### Trama
Michael John Piper, uomo malato di cancro, viene convinto dalla moglie a non soffrire più per causa della sua malattia, morendo nel suo letto d'ospedale. La donna, sensitiva, parla spesso con il marito defunto, anche in presenza di altre persone. Nate e David ritengono strana la donna, quando anche loro hanno visioni dei vari defunti.
Brenda ricomincia a frequentare corsi universitari mentre la sua relazione con Nate si complica. Ruth si iscrive al corso di auto-sostegno a cui aveva accompagnato Robbie, scoprendo un nuovo lato di sé. Claire, interrogata dalla polizia in quanto amica di Gabriel, viene ricontattata dal ragazzo che le chiede aiuto. Nate e David hanno visioni del padre, il quale chiede ai figli la loro opinione su ciò che accadrà dopo la morte. Keith teme che la sorella abbia ricominciato a drogarsi e chiede sostegno alla madre. Dopo avere recuperato Gabriel, Claire vede il ragazzo sparare a sangue freddo a un automobilista invadente. Spaventata, chiede aiuto ai fratelli e David fa intervenire Keith.

## Lisa
- Titolo originale: Driving Mr. Mossback
- Diretto da: Michael Cuesta
- Scritto da: Rick Cleveland
- Morte di: Harold Mossback (1932-2001 - cause naturali)

### Trama
Harold Mossback, pensionato, muore per cause naturali durante una gita di coetanei a Seattle. Il corpo viene recuperato da Nate e Claire.
Nate e Claire si recano a Seattle per recuperare il corpo del defunto, alloggiando da Lisa, amica ed ex-ragazza di Nate. David, su richiesta di Keith, fa da babysitter alla nipote del poliziotto. Brenda viene chiamata dalla madre in quanto il padre ha una relazione, non concordata, con un'altra donna. Le due, inizialmente amichevoli, finiscono per litigare. Nate ha un attacco, dovuto al MAV, proprio di fronte a Claire e decide di raccontare la situazione alla sorella. Ruth, decisa a cambiare vita grazie al corso di auto-sostegno, contatta alcune persone del suo passato, ma quando decide di sistemare le cose con David la situazione degenera. La relazione tra Nate e Brenda non sembra migliorare.

## La donna invisibile
- Titolo originale: The Invisible Woman
- Diretto da: Jeremy Podeswa
- Scritto da: Bruce Eric Kaplan
- Morte di: Emily Previn (1954-2001 - soffocamento, trovata una settimana dopo la morte)

### Trama
Emily Previn, donna senza amici, parenti o conoscenti, muore accidentalmente soffocata nella sua casa mentre pranza. Il corpo viene rinvenuto una settimana dopo il decesso. La donna aveva compilato un modulo per organizzare il suo funerale quando era ancora in vita. Federico non riesce a preparare il corpo, ormai in stato irrecuperabile, per una celebrazione a bara aperta. Ruth aiuta Nate a organizzare il rito. Il funerale, inizialmente senza partecipanti, viene completato da Ruth, la quale obbliga i figli e Federico a presenziare.
David inizia una relazione con un giovane avvocato. Brenda fa amicizia con una prostituta. Claire si riavvicina all'istruzione. Ruth, non riuscendo a spiegarsi le scelte di vita della defunta, prende a cuore il caso della signora Previn e obbliga i figli a seguire le ultime volontà della donna. Keith, per autodifesa, spara ed uccide un giovane tossicodipendente armato di pistola. Il fatto lo turba molto e, chiedendo aiuto a David, finisce per passare la notte con l'ex-ragazzo, salvo poi pentirsene e chiedergli di non rivedersi più. Brenda, dopo aver accompagnato la sua nuova amica a un lavoro, propone a Nate di sposarla. Il ragazzo, inizialmente spiazzato, accetta. Ruth, rendendosi conto che i suoi figli non vogliono avere un rapporto famigliare più intimo con lei, scoppia in lacrime.

## Sorelle
- Titolo originale: In Place of Anger
- Diretto da: Michael Engler
- Scritto da: Christian Taylor
- Morte di: Matthew Heath Collins (1959-2001 - caduto da una barca e smembrato dall'elica)

### Trama
Matthew Heath Collins, ubriaco a un party aziendale, cade da una barca in movimento e viene travolto dall'elica. La moglie, inizialmente recatasi dai Fisher, viene convinta a concedere l'incarico a un’affiliata della Khroener. David, dopo averlo scoperto, riesce a farsi ridare l'incarico, offrendole uno sconto ulteriore. La donna vuole un funerale a bara chiusa, anche viste le condizioni del marito defunto, e per poter avere il prezzo più economico possibile. Prima del funerale, la donna convince Nate a mostrarle il corpo dell'uomo, riversando verbalmente su di esso la sua liberazione per le violenze subite.
Sarah, la sorella di Ruth, viene a trovare i Fisher, portando non poco scompiglio in famiglia. Nate e Brenda rivelano alla famiglia il loro fidanzamento. David, ancora innamorato di Keith, chiude la sua relazione con l'avvocato. Claire, con l'aiuto della zia Sarah, scopre la sua nascosta passione per l'arte. I Fisher, dopo essere riusciti a ottenere l'incarico Collins, ricevano un'altra visita da Mitzi Dalton-Huntley, scoprendo che la donna sta loro creando problemi volontariamente. Successivamente li costringe a seguirla in un costoso resort della Khroener, nel tentativo di convincerli ad affiliarsi, ma i fratelli rifiutano di nuovo la sua offerta di acquisto, scatenando l'ira della donna. Ruth e Sarah discutono animatamente sulle loro vite, entrambe convinte che la sorella sia stata più fortunata. Federico e Vanessa litigano per dei problemi edilizi alla loro nuova casa e chiedono aiuto a Ramon, cugino del ragazzo.

## Weekend al canyon
- Titolo originale: Back to the Garden
- Diretto da: Dan Attias
- Scritto da: Jill Soloway
- Morte di: Jeffrey Marc Shapiro (1963-2001 - asfissia autoerotica)

### Trama
Jeffrey Marc Shapiro, giovane ebreo padre di tre figli con una brillante carriera lavorativa, muore per asfissia autoerotica durante un rapporto solitario; La polizia ne archivia la morte come suicidio ma l'impresa Fisher scopre la verità, senza rivelarla. Il funerale viene tenuto nella residenza Fisher, in quanto il tipo di decesso ne vieta la celebrazione nella sinagoga.
Claire visita la zia Sarah, proprio durante un suo raduno con amici hippie; Qui fa conoscenza di un giovane ragazzo. Federico, convinto che la moglie lo tradisca con Ramon, sorprende quest'ultimo durante un rapporto omosessuale in casa sua. Nate si confronta con un rabbino donna riguardo alla morte nella religione ebraica. Keith rompe con il fidanzato e ricomincia a vedersi con David. Ruth decide di non seguire più il corso di auto-sostegno e si sente abbandonata dai figli. Dopo la separazione dei genitori, Brenda e la madre cercano di migliorare il loro rapporto, ma senza successo; La ragazza ha fantasie erotiche con persone sconosciute.

## Ricordi di Natale
- Titolo originale: It's the Most Wonderful Time in the Year
- Diretto da: Alan Taylor
- Scritto da: Scott Buck
- Morte di: Jesse Ray Johnson (1944-2001 - incidente stradale mentre impersonava Babbo Natale)

### Trama
Jesse Ray Johnson, motociclista dall'aria burbera, ha un incidente stradale a bordo della sua moto, vestito da Babbo Natale, mentre si recava a far felici dei bambini. La moglie e gli amici vogliono un funerale in grande stile il giorno di Natale, unico giorno di pausa della famiglia Fisher; I due accettano lo stesso, in quanto per loro sarebbe molto redditizio. Le cerimonia si svolge con un grande via vai di persone, con in sottofondo musica hard-rock, per tutta la notte. Alla fine della cerimonia, la moglie del defunto regala a Nate una motocicletta.
È il giorno di Natale, un anno esatto dalla morte di Nathaniel Sr; Nate, David, Claire, Ruth e Federico ricordano le ultime parole scambiate con l'uomo. Durante la cena pre-natalizia, Brenda scopre che la madre ha fatto uscire Billy dall'istituto psichiatrico. David e Keith, insieme alla nipotina, passano insieme le feste. Nikolai viene rapinato ed aggredito, finendo con entrambe le gambe rotte, e viene ospitato da Ruth. Federico racconta l'accaduto con Ramon a Vanessa; La donna si confida con la moglie di Ramon, il quale aggredisce fisicamente Federico. Claire porta a cena il nuovo ragazzo, ma la loro storia termina quella stessa sera; La ragazza, da qualche tempo, ha ricominciato a contattare Billy. Durante un rapporto con Brenda, Nate ha un attacco dovuto al MAV, vedendosi costretto a raccontare il suo problema alla fidanzata. 

## Con gli occhi di un altro
- Titolo originale: Someone Else's Eyes
- Diretto da: Michael Cuesta
- Scritto da: Alan Ball
- Morte di: Dwight Edgar Harrison (1946-2002 - colpito alla testa da un contenitore per il cibo caduto da un'impalcatura)

### Trama
Dwight Edgar Harrison, uomo vedovo e risposatosi, viene colpito alla testa da un contenitore del cibo caduto inavvertitamente da un ponteggio. L'uomo aveva lasciato le sue volontà per il funerale, decidendo di essere seppellito assieme alla moglie defunta. Le figlie, al contrario della nuova moglie, apprendono la decisione felicemente, scatenando una lite nella residenza Fisher. Al funerale, la moglie si scusa con gli impresari, aggiungendo che avrebbe dato a loro l'incarico per il suo funerale, avendo inoltre comprato il loculo limitrofo a quello del marito defunto.
Nate scopre da Lisa, trasferitasi a Los Angeles per lavoro, di essere il padre del bambino che la ragazza porta in grembo. Il ragazzo è combattuto se riferire o meno la notizia a Brenda. Keith convince la sorella Karla a frequentare un istituto di recupero per tossicodipendenti. La donna però lo inganna, facendo fare alla figlia i controlli settimanali. Brenda intrattiene rapporti occasionali con altri uomini, da cui trae l'ispirazione per scrivere il suo libro. Claire ricomincia a frequentare Billy, senza l'approvazione di Nate. Ruth scopre che Nikolai, non ancora in grado di camminare, è stato aggredito da strozzini a cui deve grosse somme di denaro, richieste per avviare la sua attività. David viene invitato da Keith a trasferirsi da lui.

## Segreti
- Titolo originale: The Secret
- Diretto da: Alan Poul
- Scritto da: Bruce Eric Kaplan
- Morte di: Benjamin Srisai (1935-2002 - attacco cardiaco)

### Trama
Benjamin Srisai, buddhista, muore stroncato un attacco cardiaco nel vialetto di casa; I parenti pretendono un funerale tipo buddhista, di cui David conosce ogni passaggio. Alla celebrazione Nate partecipa con molto interessamento, visto il rito particolare.
Lisa confida a Nate di voler crescere questo secondo bambino, e lo convince a firmare i documenti relativi alla rinuncia della tutela legale del figlio; I due avevano già vissuto la stessa situazione anni prima, decidendo di abortire. Brenda convince Melissa a portarla a una festa per scambisti, dove ha un rapporto con una anziana coppia; Successivamente si recano alla festa di addio al nubilato organizzata dalla madre di Brenda, la quale è tornata insieme al padre della ragazza, ma la promessa sposa caccia malamente l'amica. Claire, per un compito scolastico, fotografa alcuni cadaveri clienti dell'impresa di famiglia e ciò fa arrabbiare Nate. Nikolai decide di tornare a casa sua; Ruth si reca da lui per aiutarlo con le faccende domestiche. David, trasferitosi da Keith, ha problemi con il ragazzo, reo di essere troppo intimidatorio. Claire, rifiutata dai college prestigiosi che aveva scelto, capisce di poter frequentare solo scuole di scarso livello istituzionale. Karla investe, involontariamente, ed uccide un senzatetto e convince la figlia a non farne parola con nessuno; La ragazzina, invece, riferisce l'accaduto a David il quale si confronta con Keith; Il poliziotto, dopo aver indagato, arresta la sorella. Nate, dopo aver avuto delle visioni dei suoi figli mai nati per colpa sua, confida a Lisa di voler partecipare attivamente nella vita del bambino; La ragazza, inizialmente felice, rifiuta la richiesta, in quanto scopre che Nate non ne aveva parlato con la futura moglie.

## Bugie e pretesti
- Titolo originale: The Liar and the Whore
- Diretto da: Miguel Arteta
- Scritto da: Rick Cleveland
- Morte di: Edith Kirky (1929-2002 - inizialmente cause naturali, successivamente soffocamento)

### Trama
Edith Kirky, anziana signora paziente della casa di cura in cui lavora Vanessa, viene trovata morta nel suo letto. Federico, durante i preparativi per l'imbalsamazione, scopre che la donna è stata soffocata, riferendolo alla polizia. L'indagata principale è la compagna di stanza della vittima.
I Fisher ricevono una citazione in tribunale da parte della signora Collins, vedova a cui Nate mostrò, sotto esplicita richiesta della donna, il corpo martoriato del marito defunto senza che lo stesso fosse imbalsamato; La donna ha fatto causa all'impresa per danni psicologici, chiedendo una cifra esorbitante come rimborso. Ruth, dopo aver assistito all'ennesima provocazione verbali dello strozzino di Nikolai, decide di pagare di tasca sua l'alto debito dell'amante, facendolo irritare. David, dopo aver consultato un legale, comunica a Nate che la situazione farà chiudere l'impresa; Come se non bastasse, Mitzi rivela ai fratelli Fisher che le spese legali della signora Collins sono a carico della Khroener e si vede rifiutata l'ennesima proposta di acquisto. Keith riceve la visita dei genitori; Il padre, da sempre violento e repellente all'idea di un figlio omosessuale, vorrebbe portare via la nipote Taylor dall'appartamento di Keith e David. Nate e Brenda vagliano l'ipotesi di un matrimonio ebreo e si recano da Rabbino Ari, la quale suggerisce alla coppia di essere sinceri l'uno con l'altra; Nate confida alla futura moglie l'accaduto con Lisa. Dopo un duro confronto con David ed una visita alla sorella in prigione, Keith comunica al padre l'intenzione di tenere la nipote in casa con lui e l'amante. Claire, dopo aver cucito a mano alla madre un paio di pantaloni, sotto effetto di droghe inviategli dalla zia Sarah, riceve la proposta da Ruth di frequentare una scuola d'arte. Brenda ha ulteriori rapporti con sconosciuti. Nate si reca da Aaron, un paziente malato terminale per organizzare il funerale, probabilmente imminente. Dopo aver scoperto che la madre è rimasta senza soldi, David si reca dalla signora Collins attaccandola verbalmente; La donna, conscia dei danni che causerebbe alla incolpevole famiglia Fisher, ritira le accuse. Vanessa viene licenziata a causa della misteriosa morte della signora Kirky. I rapporti tra Nate e Brenda, apparentemente irreparabili, sembrano poter invece essere recuperati.

## La verità nascosta
- Titolo originale: I'll Take You
- Diretto da: Michael Engler
- Scritto da: Jill Soloway
- Morte di: Leticia Perfecta Perez (1922-2002 - cause naturali)

### Trama
Leticia Perfecta Perez, anziana donna, muore per cause naturali mentre si trova dal parrucchiere. Il figlio, che non vedeva la madre da anni, insiste perché i Fisher modifichino le ultime volontà lasciate dalla donna; Federico, ex vicino di casa della donna con cui aveva ottimi rapporti, si oppone, con la complicità di David. Al funerale, l'uomo capisce di non essere stato un bravo figlio.
Nate scopre che Brenda sta scrivendo un libro erotico. Claire decide di frequentare la scuola d'arte, ma rimane dispiaciuta nello scoprire che il suo psicologo scolastico è stato licenziato. Ruth decide di lasciare Nikolai, visto il suo interessamento nullo verso la loro relazione. I genitori di Brenda rinnovano le loro promesse matrimoniali. Keith e David, intenzionati a diventare tutori di Taylor, ricevono la visita di un assistente sociale; Inizialmente titubanti dell'esito dell'incontro, scoprono che l'ispettore è omosessuale. Nate prosegue le visite al malato terminale, promettendogli di andare a trovarlo ogni giorno. Federico e Vanessa ricevono in eredità una enorme somma di denaro dalla signora Perez. Billy rivela a Claire i suoi sentimenti. Federico ricorda la morte del padre e di come si avvicinò a Nathaniel Sr. ed al suo lavoro di imbalsamatore. Keith viene assolto dalla sparatoria al ragazzo, ma viene coinvolto in una rissa durante una chiamata di soccorso. Nate scopre che il libro a cui Brenda sta lavorando è in realtà un'autobiografia dei suoi incontri segreti; Dopo una furiosa litigata, l'uomo decide di lasciarla. Come promesso, Nate fa visita ad Aaron, ma le sue condizioni continuano a peggiorare. David scopre che la Khroener è sotto accusa per vari comportamenti illegali. Ruth viene informata da Lisa di essere diventata nonna, in quanto è nata Maya, la figlia "illegittima" di Nate.

## L'ultimo saluto
- Titolo originale: The Last Time
- Diretto da: Alan Ball
- Scritto da: Kate Robin
- Morte di: Aaron Buchbinder (1976-2002 - cancro al pancreas)

### Trama
Aaron Buchbinder muore a causa del cancro nel suo letto d'ospedale, tra le braccia di Nate. Come dalle volontà del defunto, il corpo viene cremato ed il pulsante del crematorio viene premuto proprio da Nate.
Nate viene informato da Aaron, agonizzante pochi secondi prima di morire, che non vede nessuna luce e nessun tunnel a guidargli la strada. Ruth, contro la volontà di Nate, fa da babysitter alla nipotina Maya; Successivamente, l'uomo si reca da Lisa per vedere la sua bambina per la prima volta. Brenda inizia a seguire una riunione per persone dipendenti dal sesso. A causa della sospensione di Keith, Tracy viene prelevata dai nonni. Una visita a sorpresa dell'ufficiale sanitario, probabilmente opera di Mitzi, scopre alcuni problemi nell'impresa dei Fisher; Questi vizi sarebbero talmente gravi da far chiudere temporaneamente, o peggio, la società. Nate scopre che il suo MAV è peggiorato, causandogli un'emorragia; L'uomo si accorda con il dottore per effettuare un intervento al più presto. Ruth si licenzia dal negozio di Nikolai e quest'ultimo si impegna a restituire tutti i soldi alla donna. Claire, convinta del pessimo esito del suo colloquio alla scuola d'arte, si accontenta di frequentare un college di seconda fascia. Keith e David litigano furiosamente, salvo poi archiviare la faccenda facendo l'amore. Nate, spaventato dalla possibile malriuscita dell'operazione, stila le sue volontà funerarie e confida alla madre la sua situazione; Si incontra anche con Brenda, con cui cerca di riappacificare la situazione. Federico riesce a diventare socio, non alla pari, dell'impresa Fisher, grazie soprattutto alla necessità di contanti della stessa. David e Claire, inizialmente obbligati dalla madre a presenziare alla cerimonia della consegna dei diplomi della giovane Fisher, raggiungono Ruth in ospedale, aspettando l'esito dell'intervento del fratello. Nello stesso momento in cui Brenda lascia la città, Nate viene condotto in sala operatoria e sedato; In sogno, l'uomo sta facendo jogging su un'autostrada completamente vuota, venendo poi accostato da un autobus che si ferma per farlo salire, ma questo è senza autista. Nate rimane immobile, fuori dall'autobus, a fissarne la porta.